# سباستین اسپاهیو
سباستین اسپاهیو (انگلیسی: Sebastjan Spahiu؛ زادهٔ ۳۰ اکتبر ۱۹۹۹) بازیکن فوتبال اهل آلبانی است.
از باشگاه‌هایی که در آن بازی کرده است می‌توان به رویال اکسل موکرون و مس رفسنجان اشاره کرد.
وی همچنین در تیم ملی فوتبال زیر ۲۱ سال آلبانی بازی کرده است.